# Stenåsa
Stenåsa är kyrkbyn i Stenåsa socken i Mörbylånga kommun i Kalmar län, belägen på östra Öland drygt en mil öster om centralorten Mörbylånga. Statistiska centralbyrån har för bebyggelsen i huvuddelen av Stenåsa samt dess i söder sammanväxta byar Södra Kvinneby och Slagerstad avgränsat en småort namnsatt till Södra Kvinneby, Slagerstad och del av Stenåsa.

## Befolkningsutveckling
| Befolkningsutvecklingen i Södra Kvinneby, Slagerstad och del av Stenåsa 1990–2015 | Befolkningsutvecklingen i Södra Kvinneby, Slagerstad och del av Stenåsa 1990–2015 | Befolkningsutvecklingen i Södra Kvinneby, Slagerstad och del av Stenåsa 1990–2015 | Befolkningsutvecklingen i Södra Kvinneby, Slagerstad och del av Stenåsa 1990–2015 | Befolkningsutvecklingen i Södra Kvinneby, Slagerstad och del av Stenåsa 1990–2015 |
| --------------------------------------------------------------------------------- | --------------------------------------------------------------------------------- | --------------------------------------------------------------------------------- | --------------------------------------------------------------------------------- | --------------------------------------------------------------------------------- |
|                                                                                   |                                                                                   |                                                                                   |                                                                                   |                                                                                   |
| År                                                                                |                                                                                   |                                                                                   | Folkmängd                                                                         | Areal (ha)                                                                        |
| 1990                                                                              | 1990                                                                              |                                                                                   | 94                                                                                | 33#                                                                               |
| 1995                                                                              | 1995                                                                              |                                                                                   | 120                                                                               | 43#                                                                               |
| 2000                                                                              | 2000                                                                              |                                                                                   | 105                                                                               | 44#                                                                               |
| 2005                                                                              | 2005                                                                              |                                                                                   | 104                                                                               | 44#                                                                               |
| 2010                                                                              | 2010                                                                              |                                                                                   | 83                                                                                | 50#                                                                               |
| 2015                                                                              | 2015                                                                              |                                                                                   | 119                                                                               | 68#                                                                               |
| Anm.: Stenåsa var en egen tätort 1960 med 204 invånare. # Som småort.             |                                                                                   |                                                                                   |                                                                                   |                                                                                   |

## Bebyggelse
I orten ligger Stenåsa kyrka.